# Cylindrocladium ovatum
Cylindrocladium ovatum är en svampart som beskrevs av El-Gholl, Alfenas, Crous & T.S. Schub. 1993. Cylindrocladium ovatum ingår i släktet Cylindrocladium och familjen Nectriaceae.   Inga underarter finns listade i Catalogue of Life.